# Brett Angell
Brett Ashley Mark Angell, angleški nogometaš in trener, * 20. avgust 1968, Marlborough, Wiltshire, Anglija, Združeno kraljestvo.
Leta 2004 je zaključil svojo aktivno nogometno kariero, v kateri je zaigral za klube: Stockport County, Southend United, Everton, Sunderland, Walsall,...